# Gonoessa clavata
Gonoessa clavata är en mångfotingart som beskrevs av Shelley 1984. Gonoessa clavata ingår i släktet Gonoessa och familjen Xystodesmidae. Inga underarter finns listade i Catalogue of Life.